# FSS-100
Die FSS-100 Tourist war ein zweisitziges Sportflugzeug. Es war das einzige in der DDR konstruierte und gebaute seiner Art.

## Geschichte
Die FSS-100 entstand unter Verwendung von Bauplänen der französischen Piel CP-30 Emeraude an der brandenburgischen Flugsportschule Schönhagen (daher das Kürzel FSS) von 1958 bis 1962. Als Antrieb diente ein tschechoslowakischer Walter-Mikron-III-Motor. Da die verwendeten Baupläne Lücken aufwiesen, musste insbesondere bei der Triebwerksaufhängung, der Kanzel und der äußeren Formgebung improvisiert werden. Der Tragflügel in Tiefdeckerkonfiguration war ellipsenförmig und besaß ein NACA-23012-Profil. Das Fahrwerk wurde von einer ausgedienten Zlín Z-126 übernommen, die starre Holzluftschraube mit 1,57 m Durchmesser bekam man von tschechoslowakischen Flugsportlern geschenkt.
Der Erstflug erfolgte am 9. Oktober 1962 durch Fritz Fliegauf, der mit dem Tourist in 19 Flugstunden insgesamt 50 Starts absolvierte. Das Flugzeug besaß zufriedenstellende Flugeigenschaften, der Motor jedoch bereitete aufgrund einer mangelhaft funktionierenden Kraftstoffbehälterentlüftung Schwierigkeiten. Die FSS-100 wurde einige Zeit in Schönhagen geflogen, mit der Zeit jedoch immer weniger genutzt. Zwar erfolgte noch eine Grundüberholung im Segelflugzeugwerk Lommatzsch mit zusätzlicher Verstärkung der Kabinenstreben, 1978 erfolgte trotzdem die offizielle Löschung aus dem Register. Laut Anordnung sollte die FSS-100 demontiert werden, was jedoch durch engagierte Mitarbeiter verhindert werden konnte. Heute befindet sich das Flugzeug im Besitz des Flugsportvereins „Otto Lilienthal“ und ist im ehemaligen Flugsportmuseum am Flugplatz Finsterwalde eingelagert.

## Registrierung
| Werksnummer | Kennzeichen | Eintragung        | Löschung      |
| ----------- | ----------- | ----------------- | ------------- |
| 01-62       | DM-WZZ      | 20. Dezember 1965 | 30. Juni 1978 |

## Technische Daten

Dreiseitenansicht

| Kenngröße             | Daten                                                |
| --------------------- | ---------------------------------------------------- |
| Konstrukteur(e)       | Gerhard Winkler / Johannes Höntsch                   |
| Baujahr(e)            | 1958–1962                                            |
| Besatzung             | 1–2                                                  |
| Länge                 | 6,53 m                                               |
| Spannweite            | 8,04 m                                               |
| Höhe                  | 1,85 m                                               |
| Flügelfläche          | 10,9 m²                                              |
| Flügelstreckung       | 5,9                                                  |
| Flächenbelastung      | 49,5 kp/m²                                           |
| Leermasse             | 325 kg                                               |
| Zuladung              | 215 kg                                               |
| max. Startmasse       | 540 kg                                               |
| Antrieb               | ein luftgekühlter 4-Zylinder-Motor Walter Mikron III |
| Startleistung         | 65 PS (48 kW)                                        |
| Höchstgeschwindigkeit | 180 km/h                                             |
| Reisegeschwindigkeit  | 150 km/h                                             |
| Landegeschwindigkeit  | 75 km/h                                              |
| Steiggeschwindigkeit  | 2,0 m/s                                              |
| Steigzeit             | 7,3 min auf 1000 m Höhe 20 min auf 2000 m Höhe       |
| Dienstgipfelhöhe      | 3000 m                                               |
| Reichweite            | 525 km                                               |
| Flugdauer             | 3 h mit 30 min Reserve                               |
| Start-/Landestrecke   | 180 m / 270 m                                        |